# Petit-Bourg
Petit-Bourg é uma comuna francesa, situada no departementoa de Guadalupe. Conta com mais de 21 153 habitantes. Esta situada na Ilha de Basse-Terre.

## Ligações Externas
- Site du Conselho geral de Guadeloupe.